# Dorfkirche Langenwetzendorf

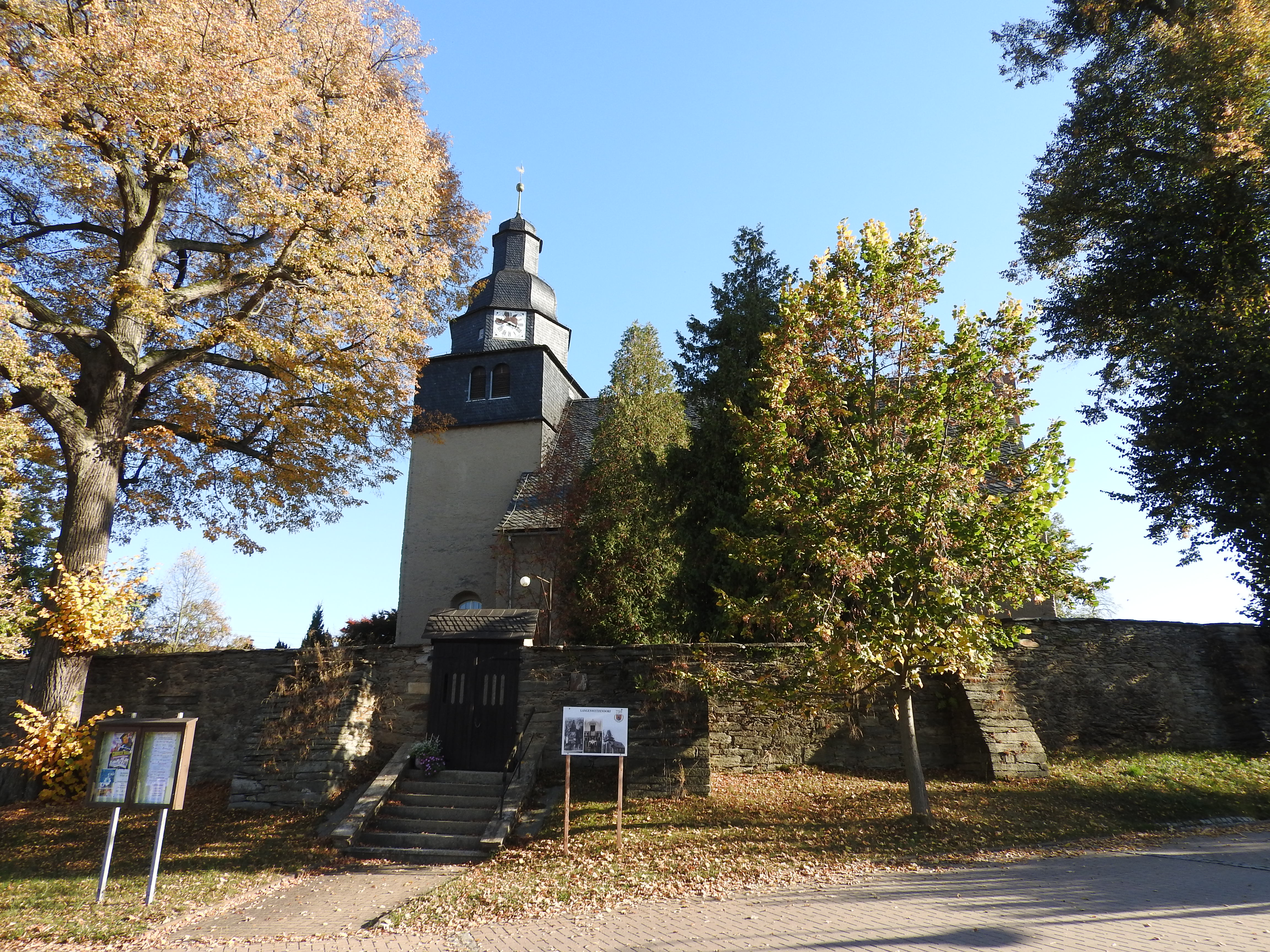
Dorfkirche Langenwetzendorf

Die evangelisch-lutherische Dorfkirche Langenwetzendorf steht in der Gemeinde Langenwetzendorf im Landkreis Greiz in Thüringen.

## Geschichte
Die Dorfkirche aus Langenwetzendorf ist 1616 in ihrer Gestalt gebaut worden. Der ökonomische Aufschwung der Webereien in diesem Gebiet war Voraussetzung für weitere Umbauten im 19. Jahrhundert am Gotteshaus. Der Kanzelaltar ist der Schmuck und die Seele des Raumes.

## Kirchenmusik
Im Leben der Gemeinde spielt die Kirchenmusik eine zentrale Rolle. Der Posaunenchor besteht seit 50 Jahren. Ebenso gibt es einen Kirchenchor. Kinder und Jugendliche lernen ein Instrument, etwa Posaune oder Flöte und singen im Kinderchor mit. Der Langenwetzendorfer Kirchenchor probt einmal monatlich gemeinsam mit dem Chor der evangelisch-methodistischen Gemeinde.